# Mercedes-Benz Axor
Axor ist die Bezeichnung für eine Lkw-Baureihe der Marke Mercedes-Benz der Daimler AG.

## Modellgeschichte

### Allgemeines
Die neue Baureihe Axor löste im Sommer 2001 die schwere Typenreihe des kleineren Modells Atego (15- und 18-Tonner) ab. Sie deckt mit Tonnagen von 18 bis 26 Tonnen das Spektrum zwischen der großen Reihe Actros und dem Atego ab. Im Gegensatz zum Actros ist der kleinere Axor nicht mit dem V6-Diesel OM 501 LA, sondern mit dem Reihensechszylinder OM 906 LA aus dem Atego ausgerüstet. Dieser steht mit Leistungen zwischen 170 und 205 kW (231–279 PS) bzw. 850–1120 Nm zur Verfügung, darüber schließt der auf 7,2 Liter Hubraum vergrößerte OM 906 LA (dann als OM 926 LA bezeichnet) mit einer Leistung von 240 kW (326 PS) und 1300 Nm an. Die größte Variante des R6 ist der 12 Liter große OM 457 LA mit 260 bis 315 kW (354–428 PS) sowie 1850–2100 Nm.

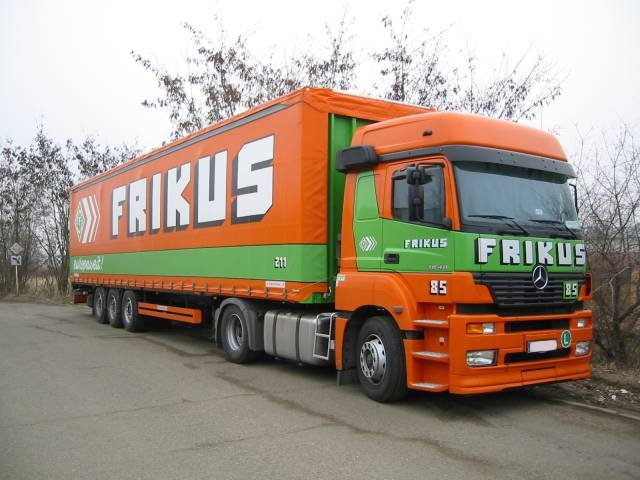
Axor
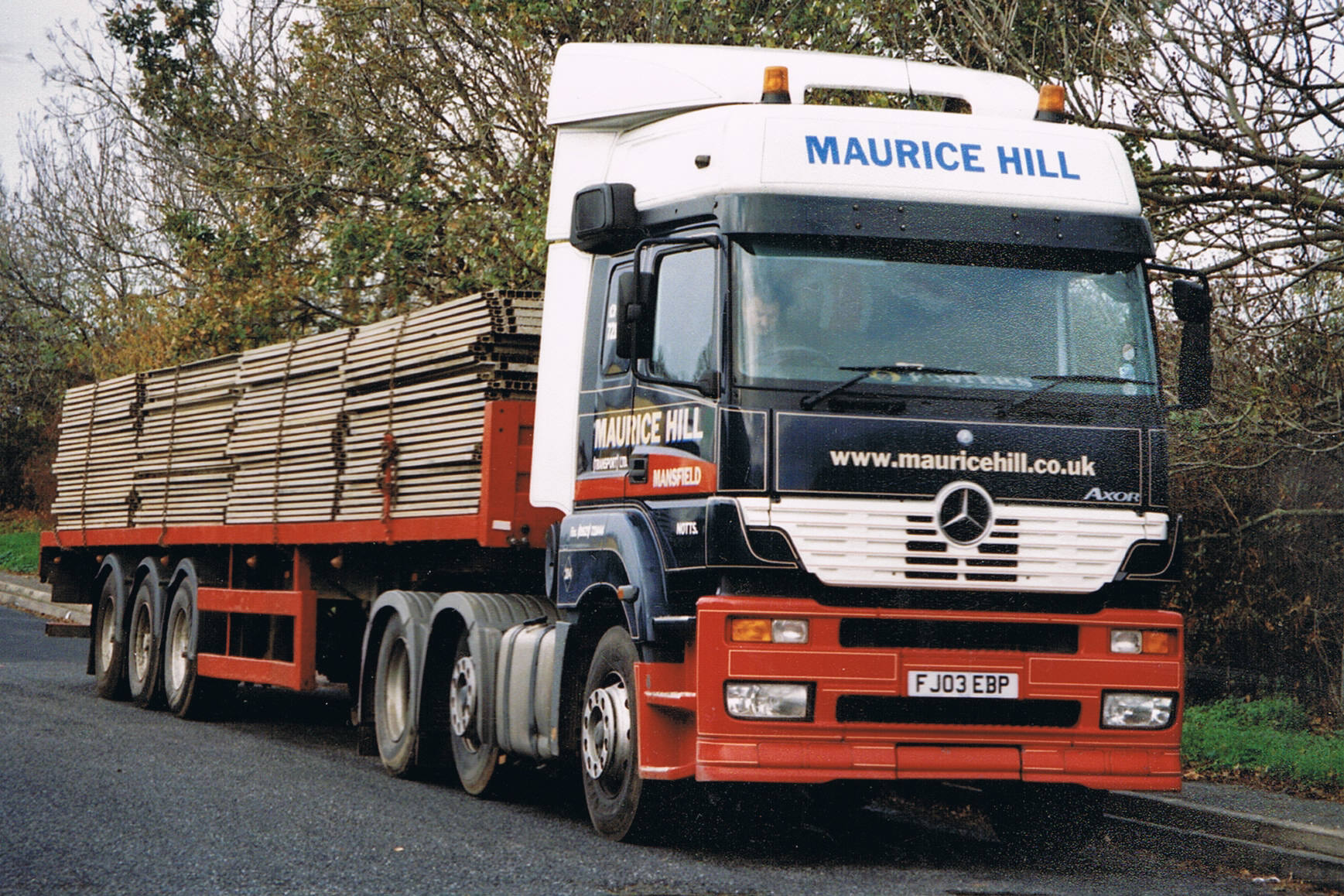
Axor

Schon zum Serienstart bot Mercedes-Benz die neue Baureihe mit den vom Atego bekannten Fahrerhaus-Varianten S, S verlängert, L (ein Bett) und L Hochdach (zwei Betten) sowie diversen Radständen zwischen 3150 mm und 6300 mm an. Kombinierbar waren diese mit unterschiedlichen Aufbauten wie Kipper, Sattelschlepper und Pritschenwagen. Als Getriebe waren die Typen G42/5-5 mit 5 Gängen, G60/6-6 und G85/6-6 mit jeweils 6 Gängen und ein 12-Gang-Getriebe (6-Gang-Grundgetriebe mit Splittung, ein Rückwärtsgang) aus dem Atego verfügbar.
| Modell | Zylinder | Motorcode | Hubraum   | Bohrung × Hub | Leistung                       | Drehmoment                  |
| ------ | -------- | --------- | --------- | ------------- | ------------------------------ | --------------------------- |
| 1823   | Reihe 6  | OM 906 LA | 6374 cm³  | 102 × 130 mm  | 170 kW (231 PS) bei 2300 min−1 | 810 Nm bei 1200–1600 min−1  |
| 1828   | Reihe 6  | OM 906 LA | 6374 cm³  | 102 × 130 mm  | 205 kW (279 PS) bei 2300 min−1 | 1100 Nm bei 1200–1600 min−1 |
| 1833   | Reihe 6  | OM 926 LA | 7201 cm³  | 106 × 136 mm  | 240 kW (326 PS) bei 2200 min−1 | 1300 Nm bei 1200–1600 min−1 |
| 1835   | Reihe 6  | OM 457 LA | 11967 cm³ | 128 × 155 mm  | 260 kW (354 PS) bei 1900 min−1 | 1850 Nm bei 1100 min−1      |
| 1840   | Reihe 6  | OM 457 LA | 11967 cm³ | 128 × 155 mm  | 295 kW (401 PS) bei 1900 min−1 | 2000 Nm bei 1100 min−1      |
| 1843   | Reihe 6  | OM 457 LA | 11967 cm³ | 128 × 155 mm  | 315 kW (428 PS) bei 1900 min−1 | 2100 Nm bei 1100 min−1      |

### Erstes Facelift (2004)
Zur IAA-Nutzfahrzeuge 2004 kam ein Facelift, bei dem die Scheinwerfer und die restliche Front mehr an den neuen Actros (seit März 2003) angeglichen wurden. Die Motoren blieben, doch sie konnten nun mit einem neuen hydraulisch betätigten Schaltgetriebe namens G131-9 (Viergang-Grundgetriebe mit Splittung und Kriechgang (Crawler), sowie ein Rückwärtsgang) oder dem ebenfalls neuen G85-6 mit Telligent-Schaltautomatik (eine aus dem Actros übernommene Technik), die unter anderem auch die Telligent Brems- und Fahrhilferegelung (ABS, ASR, BAS etc.) sowie weitere Funktionen wie etwa zur Wankregulierung bietet, kombiniert werden.

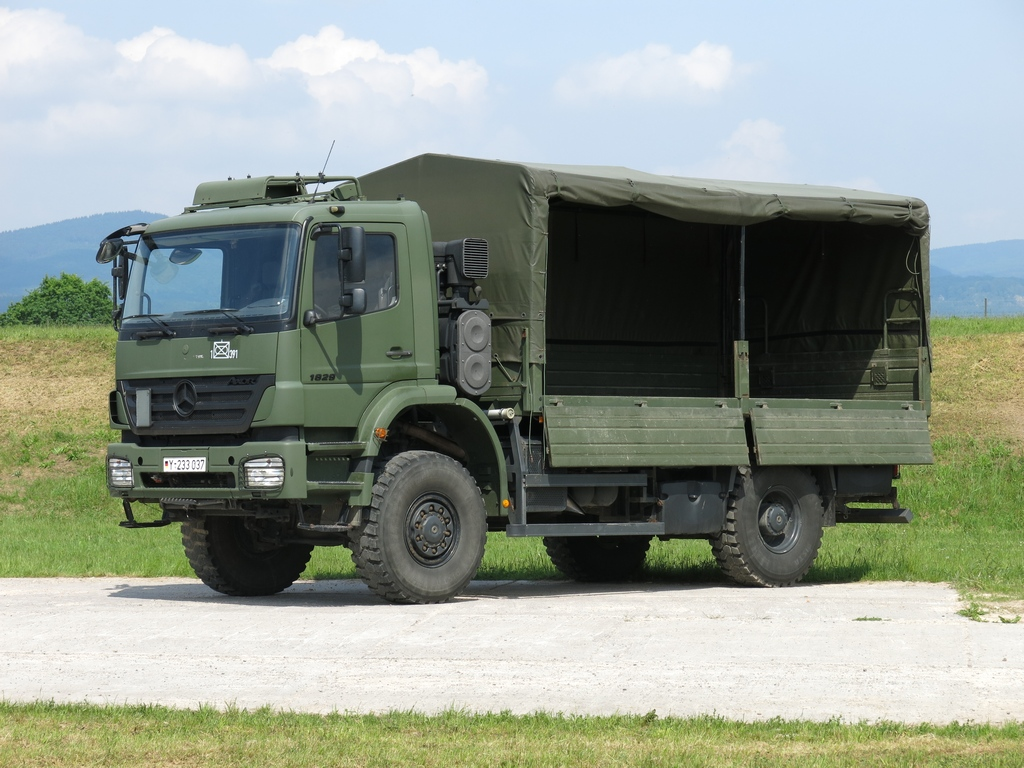
Axor 1829 Bundeswehr
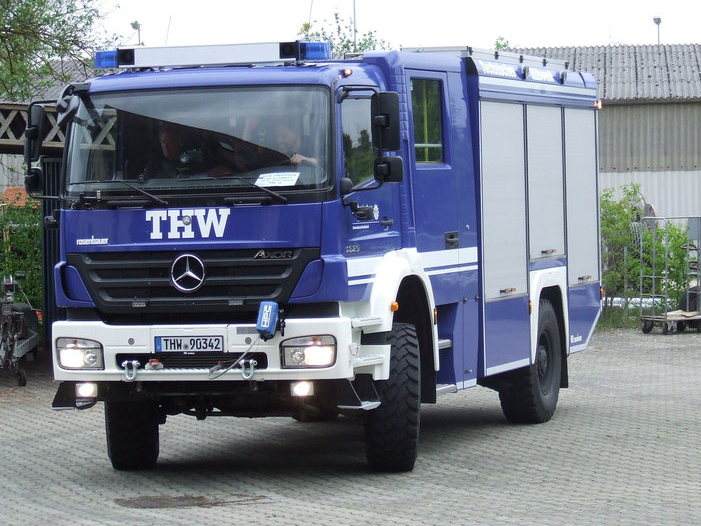
Axor 1829 THW
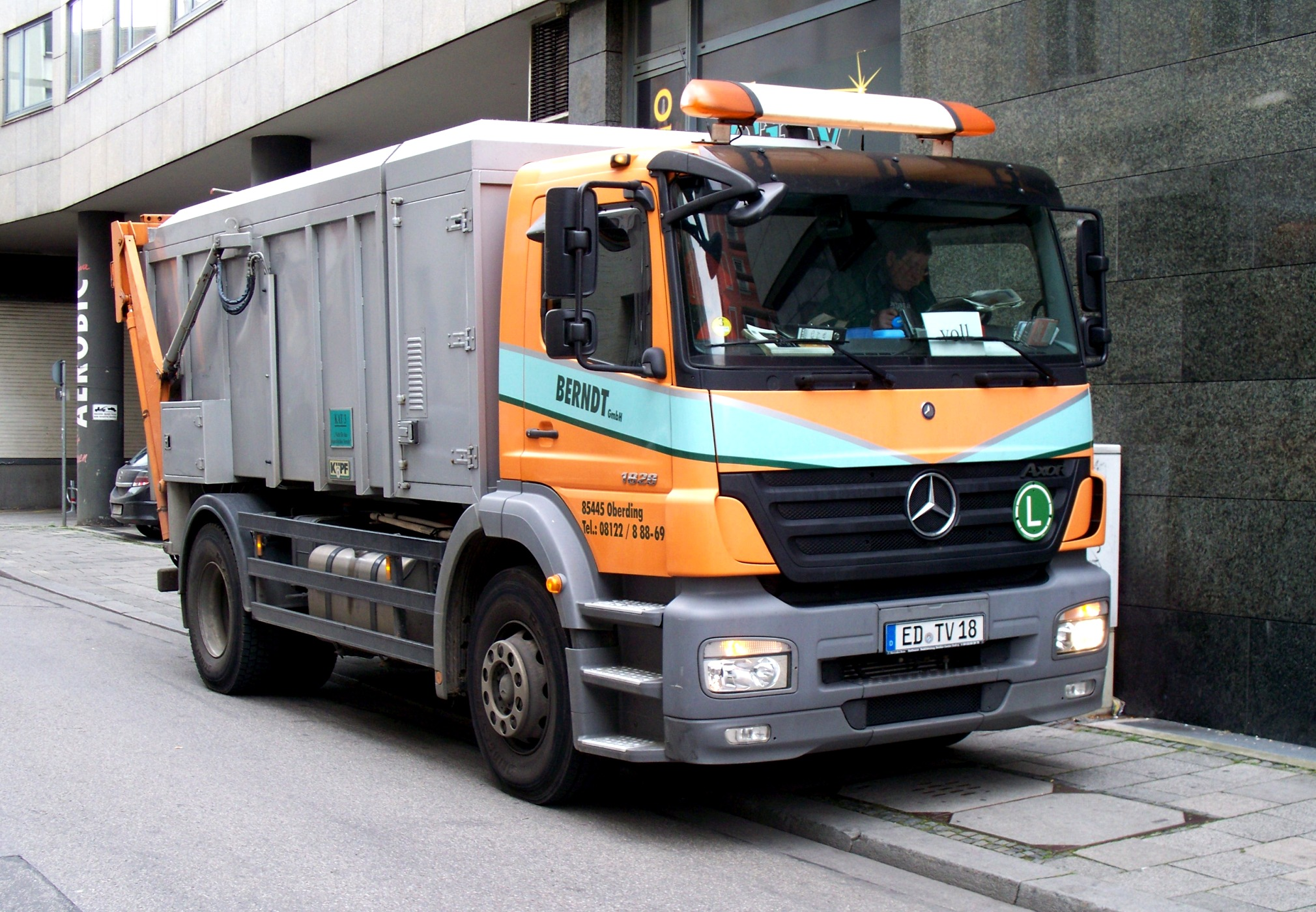
Axor Müllabfuhr
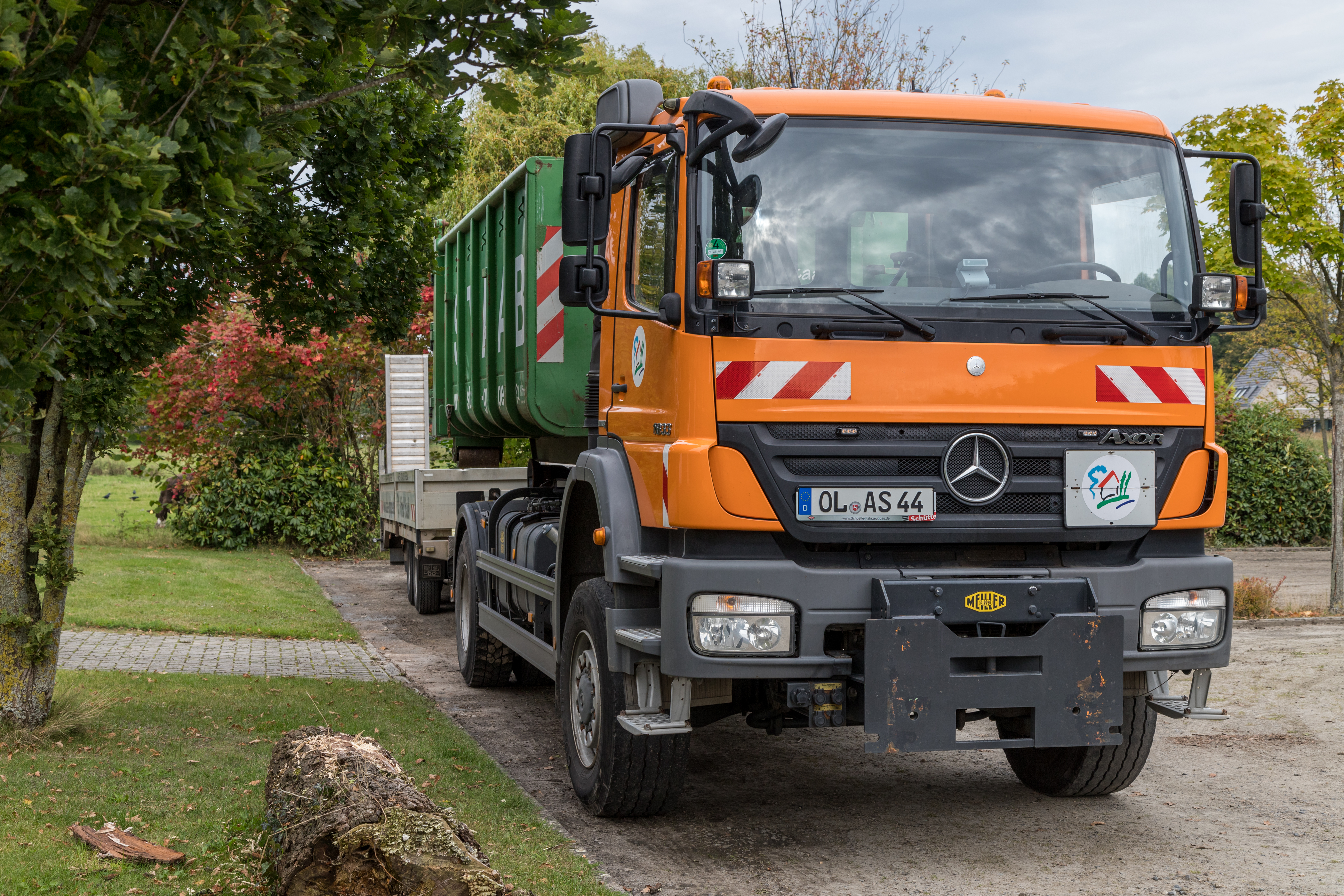
Axor 1833 mit Abrollmulde
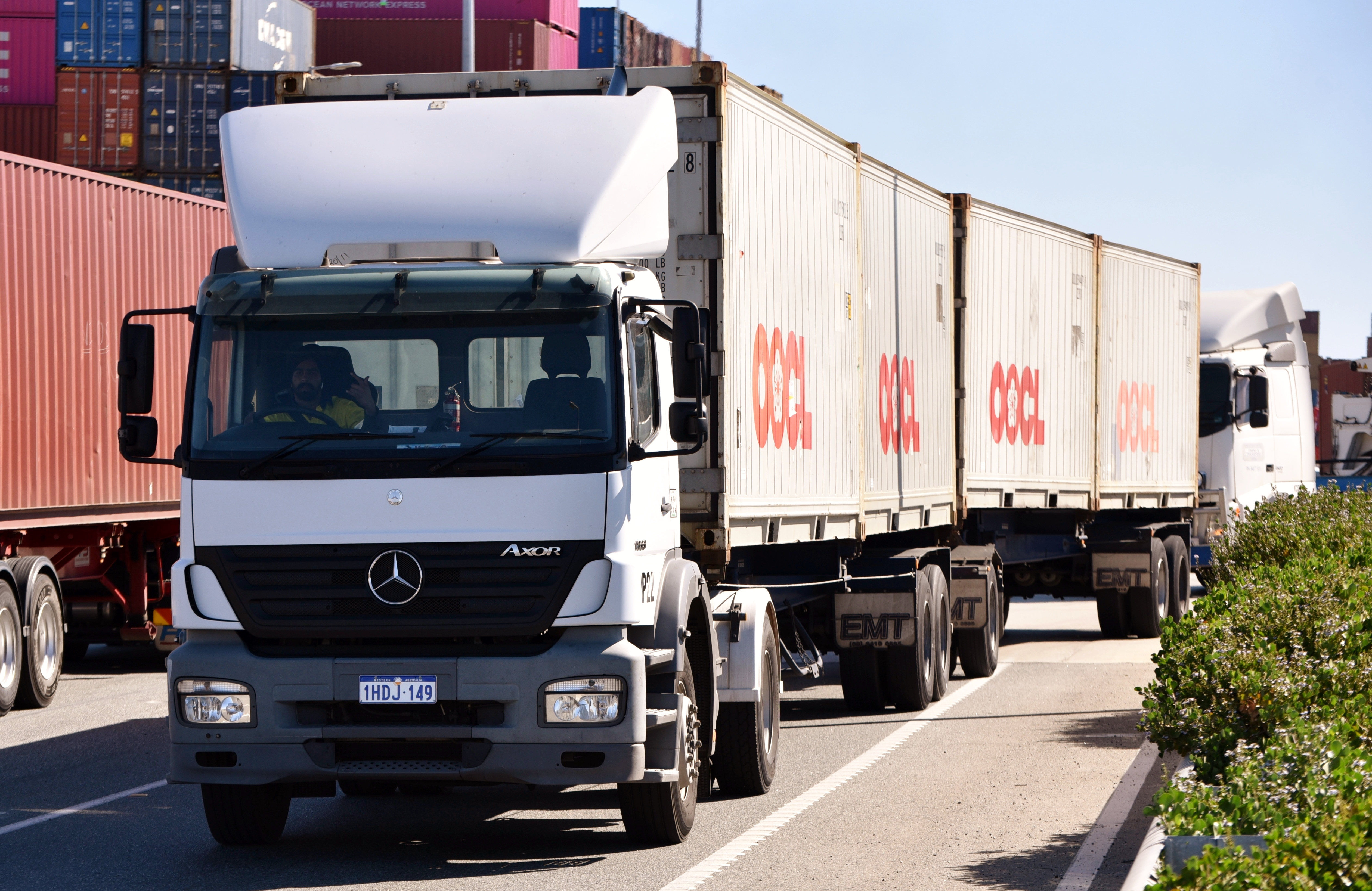
Axor 1833
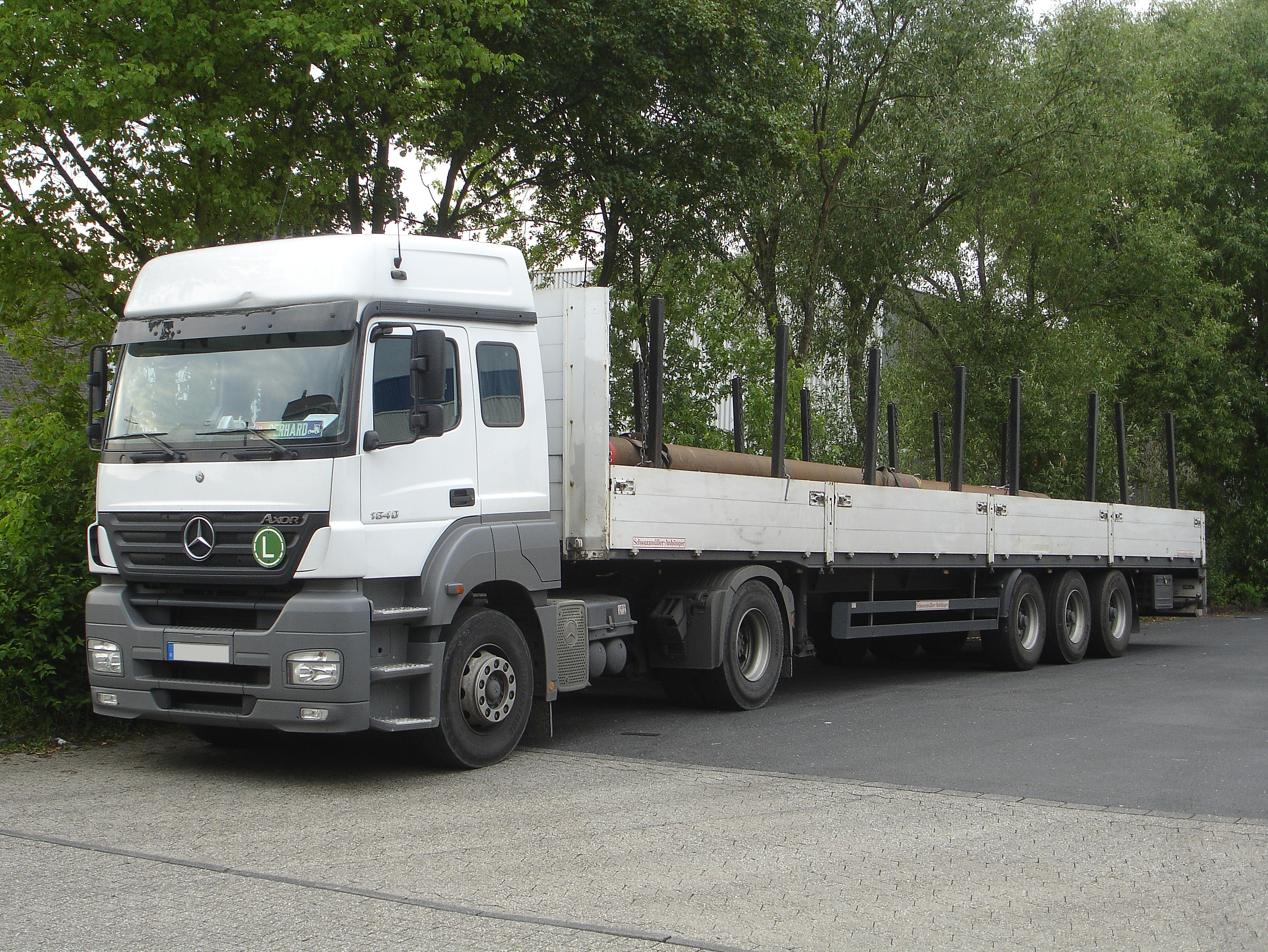
Axor 1840 LH

Zudem überarbeitete Mercedes wie in den beiden anderen Baureihen das komplette Cockpit, das von da an moderner und PKW-mäßiger daherkommt und in drei verschiedenen Ausführungen verfügbar ist: als Verteiler-, Fernverkehrs- und Komfort-Variante, wobei alle Fahrzeuge serienmäßig mit dem Verteiler-Cockpit ausgerüstet sind. Das Verteiler-Cockpit weist zudem eine schmale Brüstung auf, um den Durchstieg zum Beifahrersitz zu erleichtern und kann auf Wunsch mit einem Mittensitz ausgerüstet werden. Die Fernverkehrs- und Komfort-Variante haben eine breite Brüstung mit zusätzlichen Ablagen, wertige Oberflächen (Komfort) oder viele Ablagen auf dem Motortunnel (Fernverkehr). Eine weitere wichtige Neuerung waren die verbreiterten Betten, die nun mit 64,5 cm (unten) und 70 cm (oben) ausreichend breit geraten sind und zur zusätzlichen Steigerung des Komforts einen stark belastbaren Lattenrost aufweisen.
Zum Modelljahr 2006 erhielt der Atego Euro 4/5-Motoren, die mit der bereits aus dem Actros bekannten BlueTec-Technologie kombiniert werden. Teilweise wurden die bisherigen Triebwerke weiter entwickelt, teils kamen neue hinzu. Die neuen Motoren im Einzelnen:
Neue Motoren
| Modell | Zylinder | Motorcode | Hubraum   | Bohrung × Hub | Leistung                       | Drehmoment                  |
| ------ | -------- | --------- | --------- | ------------- | ------------------------------ | --------------------------- |
| 1824   | Reihe 6  | OM 906 LA | 6374 cm³  | 102 × 130 mm  | 175 kW (238 PS) bei 2200 min−1 | 850 Nm bei 1200–1600 min−1  |
| 1826   | Reihe 6  | OM 906 LA | 6374 cm³  | 102 × 130 mm  | 188 kW (256 PS) bei 2200 min−1 | 970 Nm bei 1200–1600 min−1  |
| 1829   | Reihe 6  | OM 906 LA | 6374 cm³  | 102 × 130 mm  | 210 kW (286 PS) bei 2200 min−1 | 1120 Nm bei 1200–1600 min−1 |
| 1833   | Reihe 6  | OM 926 LA | 7201 cm³  | 106 × 136 mm  | 240 kW (326 PS) bei 2200 min−1 | 1300 Nm bei 1200–1600 min−1 |
| 1836   | Reihe 6  | OM 457 LA | 11967 cm³ | 128 × 155 mm  | 265 kW (360 PS) bei 1900 min−1 | 1850 Nm bei 1100 min−1      |
| 1840   | Reihe 6  | OM 457 LA | 11967 cm³ | 128 × 155 mm  | 295 kW (401 PS) bei 1900 min−1 | 2000 Nm bei 1100 min−1      |
| 1843   | Reihe 6  | OM 457 LA | 11967 cm³ | 128 × 155 mm  | 315 kW (428 PS) bei 1900 min−1 | 2100 Nm bei 1100 min−1      |

### Zweites Facelift (2011)
2011 erhielt der Axor ein weiteres Facelift. Umgestaltet wurde die Fahrzeugfront, die nun mehr dem Actros der 3. Generation gleicht.

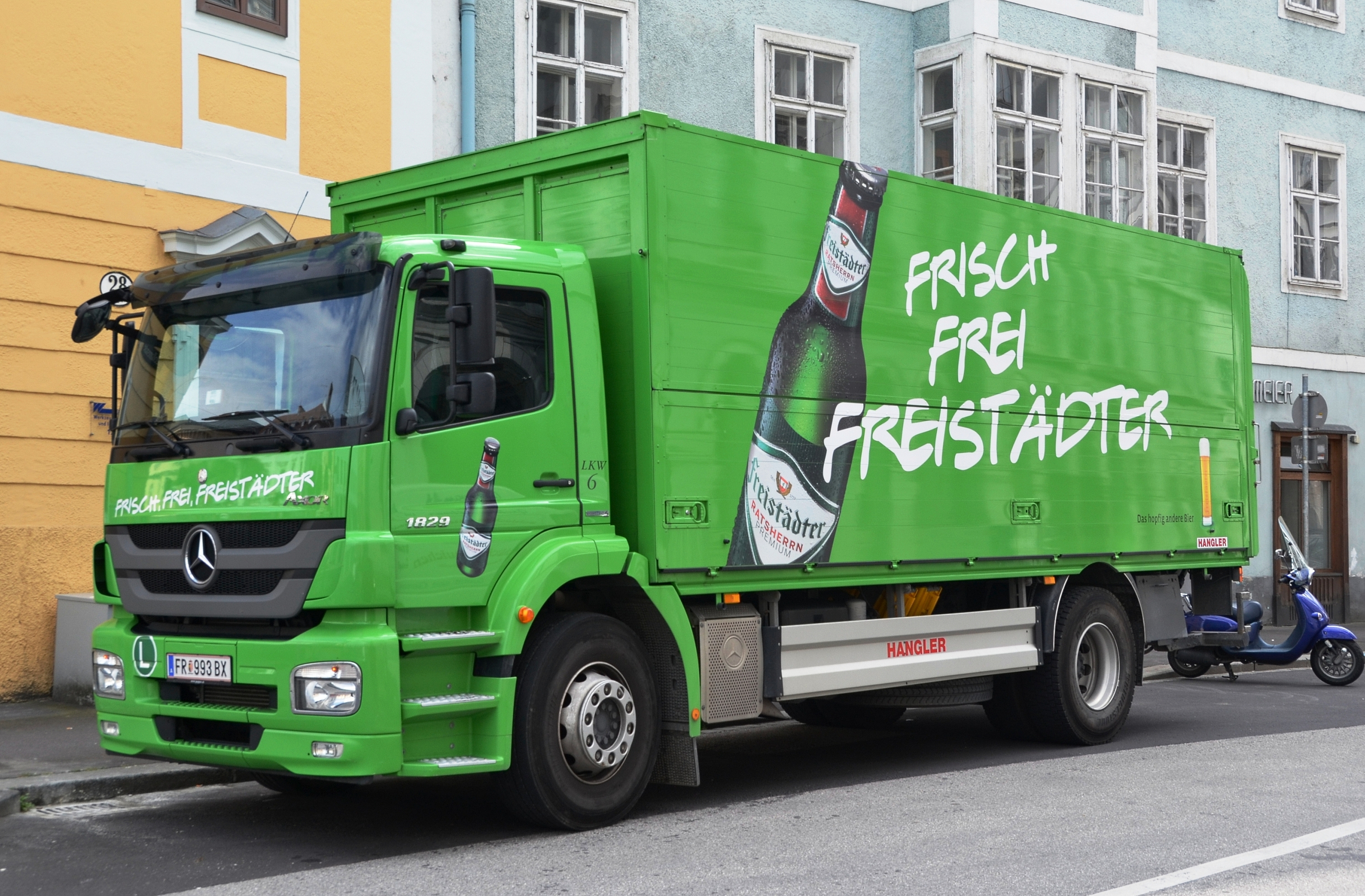
Axor 1829
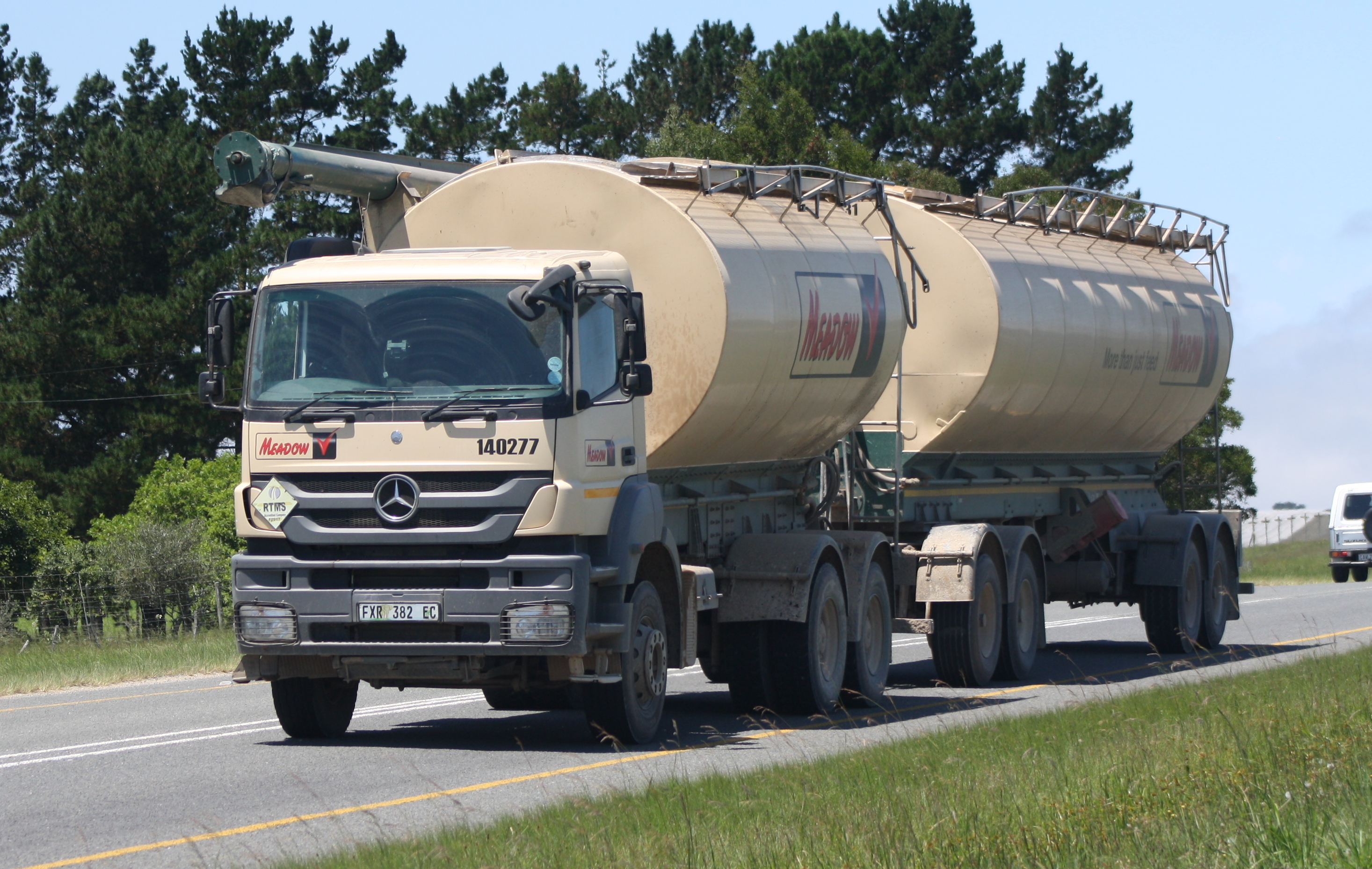
Axor 3335
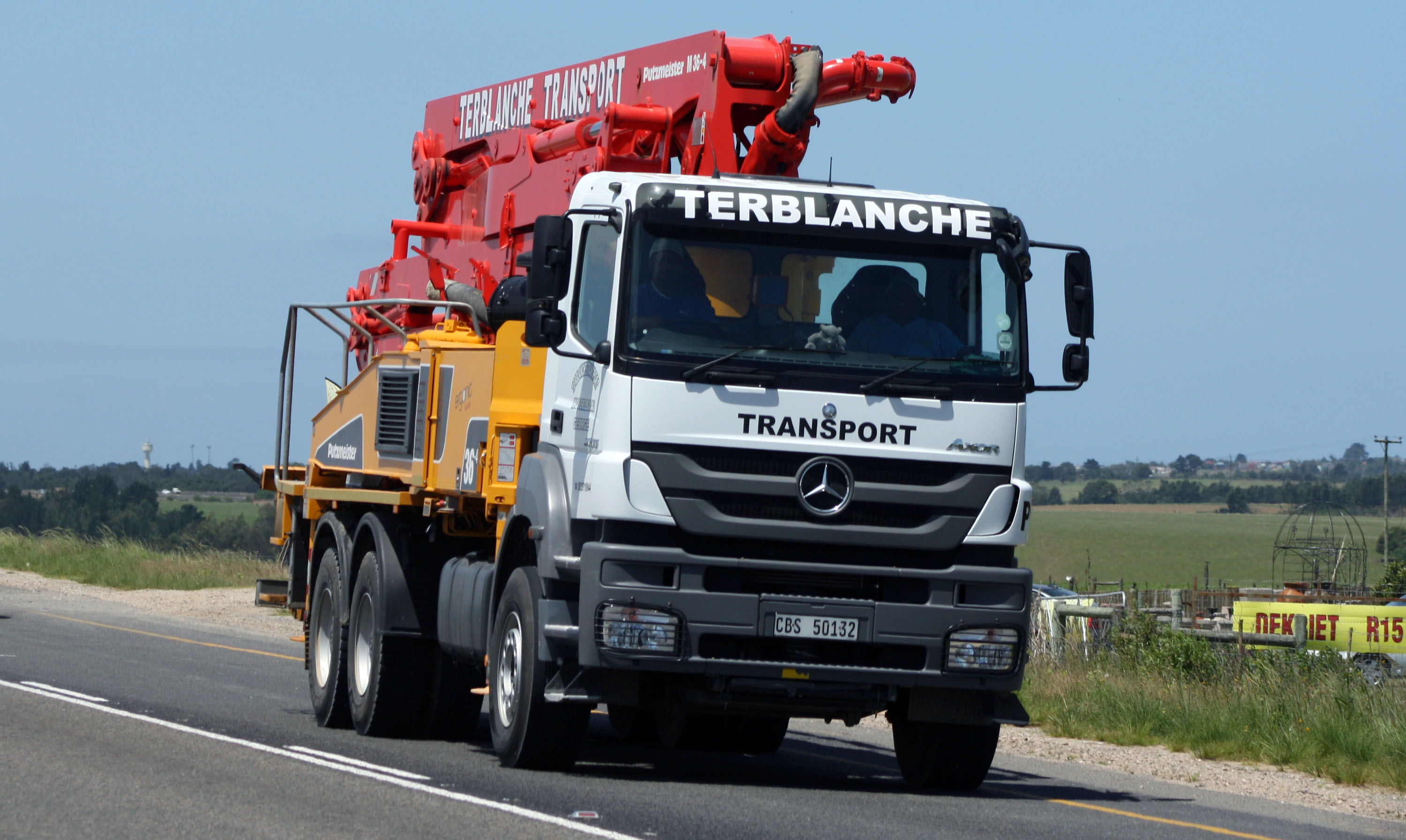
Axor
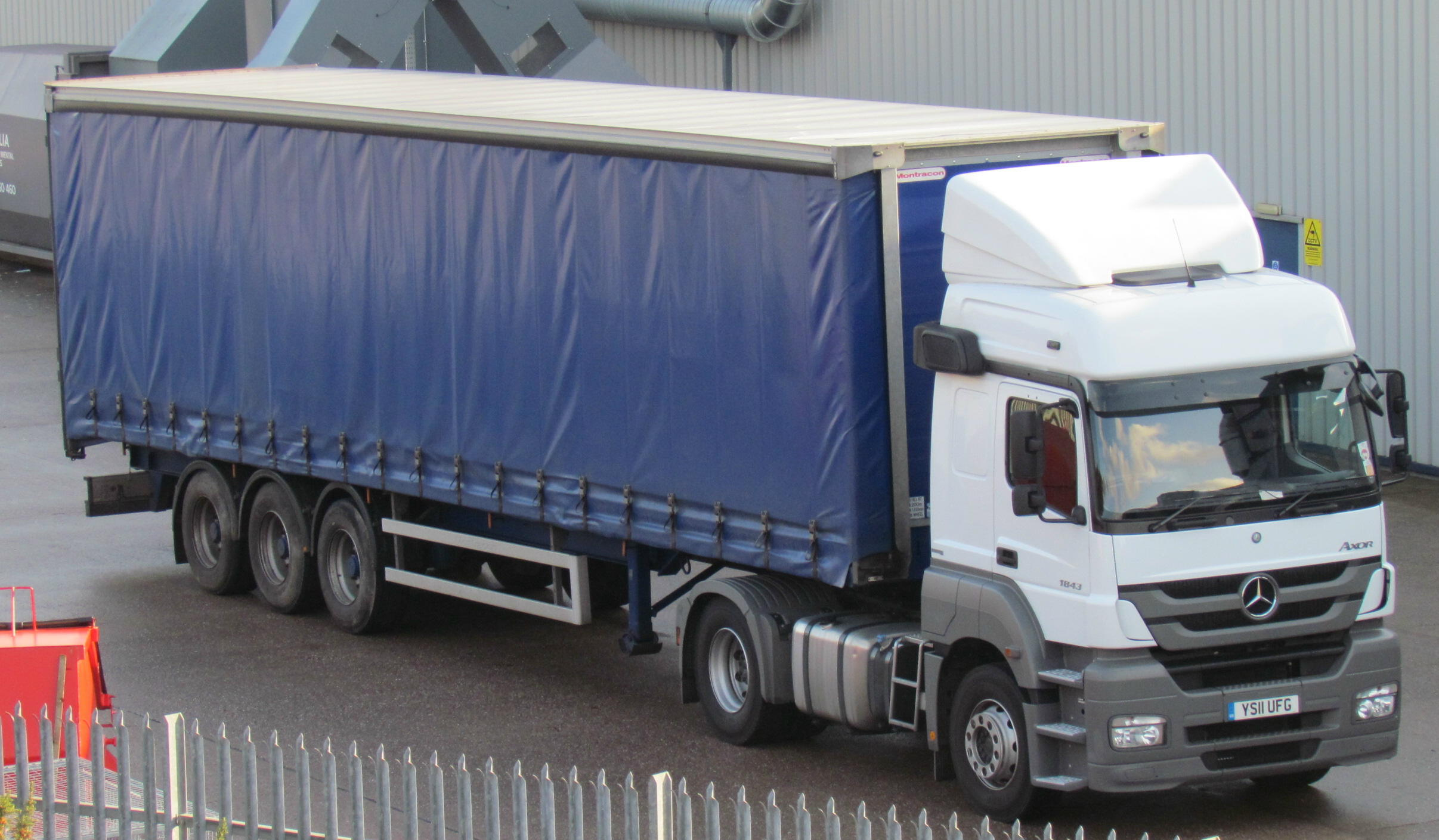
Axor 1843
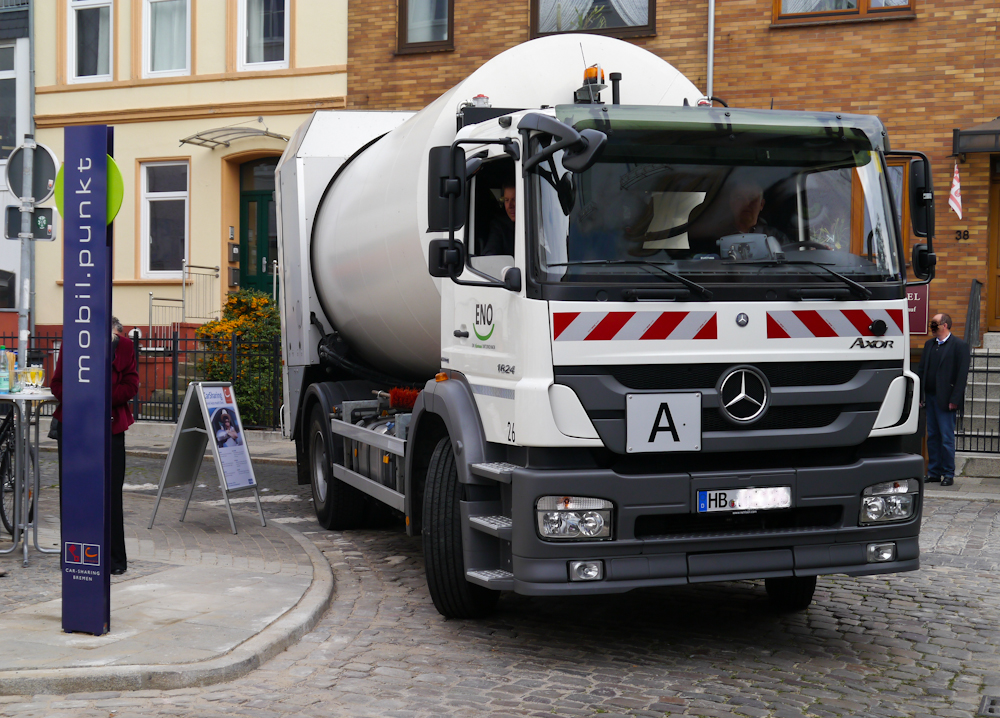
Axor 1824

## Nachfolgemodelle 2012
Mit der Umstellung auf EU VI erhält der Axor zwei verschiedene Nachfolger. Im schweren Verteilerverkehr übernimmt der Mercedes-Benz Antos, während der Mercedes-Benz Arocs die Lösung speziell für den Baustellenverkehr darstellt.
Den bekannten Axor wird es weiterhin parallel für die EU III, IV und V Anwendungen geben.

## Weitere Einsatzgebiete

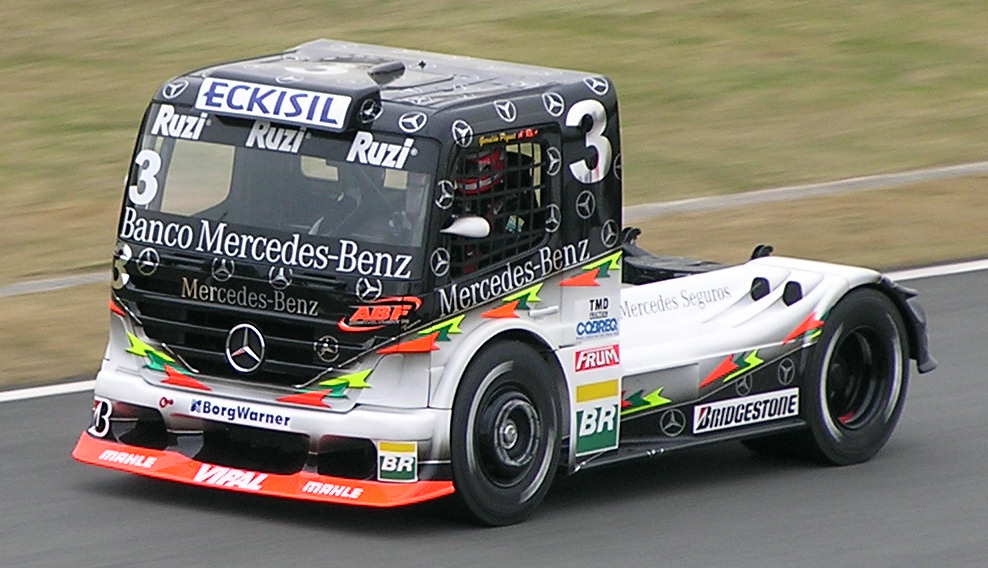
Axor als Renn-Truck 2006

Die Bundeswehr führt ab Ende 2007 teilmilitarisierte Fahrzeuge dieses Typs ein, um die bisherigen LKW der 5 Tonnen Klasse (Mercedes-Benz 1017) abzulösen.
Das Technische Hilfswerk nutzt Fahrzeuge des Typs mit Rosenbauer-Aufbau als Gerätekraftwagen 1.